# Śródokręcie
Śródokręcie – środkowa część kadłuba jednostki pływającej znajdująca się pomiędzy częścią dziobową oraz rufową. Jest to rejon w okolicy połowy długości jednostki. Stanowi największy przedział kadłuba. Może być podzielony na szereg pomieszczeń o różnym przeznaczeniu.